# اندرو هاگ
اندرو هاگ (انگلیسی: Andrew Hogg؛ زادهٔ ۲ مارس ۱۹۸۵) بازیکن فوتبال اهل مالت است.
از باشگاه‌هایی که در آن بازی کرده‌است می‌توان به باشگاه فوتبال باری، باشگاه فوتبال انوسیس نئون پارالیمنی، و باشگاه فوتبال والتا اشاره کرد.
وی همچنین در تیم ملی فوتبال مالت بازی کرده‌است.